# Andrea Baldini
Andrea Baldini (Livorno, 1985. december 19. –) olimpiai, világ- és Európa-bajnok olasz tőrvívó.